# Walter Pichler (Biathlet)
Walter Georg Pichler (* 23. Oktober 1959 in Bad Reichenhall) ist ein früherer deutscher Biathlet und heutiger Biathlontrainer.

## Leben
Walter Pichler gehörte Mitte der 1980er Jahre zu den erfolgreichsten Biathleten Westdeutschlands. 1984 nahm er an den Olympischen Winterspielen von Sarajevo teil, wo er in zwei der drei Rennen eingesetzt wurde. Im Einzel lief er auf den 16. Platz, mit Ernst Reiter, Peter Angerer und Fritz Fischer gewann er im Staffelwettbewerb hinter der UdSSR und Norwegen die Bronzemedaille. Für diesen Erfolg wurden er und die deutsche Biathlonstaffel – wie alle Gewinner olympischer Medaillen – vom Bundespräsidenten mit dem Silbernen Lorbeerblatt ausgezeichnet. Im Jahr darauf gewann er bei den Biathlon-Weltmeisterschaften 1985 von Ruhpolding mit Angerer, Fischer und Herbert Fritzenwenger erneut Bronze hinter der Sowjetunion und der Ostdeutschen Staffel. Bei den Biathlon-Weltmeisterschaften 1986 in Oslo wurde Pichler 16. im Sprint. 1986 gewann er auch den Titel im Sprintwettbewerb bei den Deutschen Meisterschaften. Nach der Saison schied er im Streit aus dem deutschen Nationalkader aus.

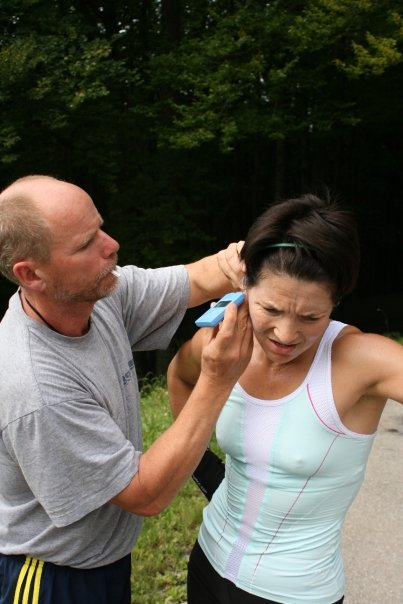
Pichler testet im Training die Laktatwerte bei Adele Walker

Nach seiner aktiven Biathlon-Karriere wurde Pichler Trainer. Zuerst war er Nationaltrainer der USA. Als jüngster Weltcup-Trainer dieser Zeit betreute er unter anderem Max Cobb. Anschließend war er Jugendtrainer beim bayerischen Biathlonverband. Seit 2009 ist Pichler Cheftrainer des britischen Biathlonteams und betreut als solcher unter anderem Adele Walker, Emma Fowler, Olwen Thorn, Lee-Steve Jackson und Marcel Laponder. Sein Cousin Wolfgang Pichler ist ebenfalls ehemaliger Biathlet und erfolgreicher Biathlontrainer.

## Belege
1. ↑  Kurzer Haarschnitt in Der Spiegel 16/1986

| Personendaten    | Personendaten                              |
| ---------------- | ------------------------------------------ |
| NAME             | Pichler, Walter                            |
| ALTERNATIVNAMEN  | Pichler, Walter Georg (vollständiger Name) |
| KURZBESCHREIBUNG | deutscher Biathlet und Biathlontrainer     |
| GEBURTSDATUM     | 23. Oktober 1959                           |
| GEBURTSORT       | Bad Reichenhall                            |